# Weinbewertung

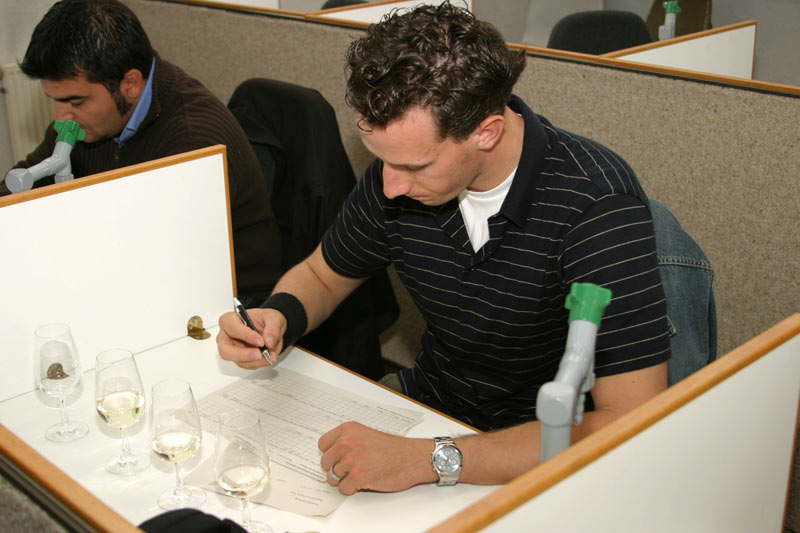
Sensorische Weinbewertung

Die Weinbewertung nach Zahlen bezeichnet das verhältnismäßig neue Phänomen einer durch einen oder mehrere Wein-Fachleute wie Önologen, Weinkritiker oder Weinkellner vorgenommene Produkt-Beurteilung. Die Benotung erfolgt nach einer Verkostung, die blind oder in Kenntnis des Weins erfolgen kann.

## Geschichte
In der Vergangenheit wurden die Weine mittels Verkostungsnotizen beurteilt. Die Autoren bedienten sich dabei einer mehr oder weniger komplexen Weinsprache. Seit den 1960er Jahren wurde der Weinmarkt immer internationaler und der interessierte Weintrinker durfte sich mit einer Vielzahl neuer Weinbaugebiete und unbekannter Weingüter beschäftigen. Als Kaufhilfe für den Konsumenten entstanden die ersten Bewertungsschemen, die dem Verbraucher auf einen Blick auf interessante Weine aufmerksam machten. Schnell zeigte sich der Erfolg dieses Systems, das eigentlich nicht vergleichbare Produkte vergleichend beurteilt. Dem Weinkritiker Robert Parker kommt dabei die Rolle zu, dieses System populär gemacht zu haben.
Den Weinkritikern gab diese Art der Weinbewertung die Möglichkeit, auf einen Blick Dutzende oder gar Hunderte Weine in kondensierter Form vorzustellen. Dem Handel gaben die Kritiker ein leicht verständliches Marketing-Werkzeug an die Hand.
Inzwischen hat sich ein Markt hoch quotierter Weine gebildet. Flaschen mit einer Bewertung von 90 oder mehr Punkten lassen sich sehr leicht verkaufen. Weine mit 95 oder mehr Punkten genießen mittlerweile Kultstatus, die weltweit gesucht werden. Aufgrund des Ungleichgewichts zwischen dem beschränkten Angebot und der breiten Nachfrage stiegen die Preise solcher Gewächse überdurchschnittlich an und sind für einen normalverdienenden Weintrinker nicht mehr bezahlbar. Rund um diese Kultweine hat sich eine Branche gebildet, die mit dem Genussobjekt Wein Spekulation betreibt. Seit dem Jahr 1999 gibt es den Liv-ex Fine Wine Index, der die Preisentwicklung der 100 meistgesuchten Weine abbildet.

## Verkostung
Die Verkostung dient der Untersuchung, der sensorischen Analyse und Beschreibung sowie der Klassifizierung von Weinen. Im Idealfall erfolgt die Benotung nach standardisierten Verfahren. Der Weinkritiker bedient sich bei der Klassifizierung einer mehr oder weniger präzise erscheinenden Bewertungsskala. Seit Anfang der 1980er Jahre setzt sich zunehmend die von Robert Parker genutzte 50 – 100 Punkte-Skala durch. Die im englischen Sprachgebrauch gängigen Werke von Wine Enthusiast und Wine Spectator nutzen gleiche Skalen. Andere Weinkritiker wie Jancis Robinson oder Michael Broadbent nutzen eine von 0 – 20 oder aber von 0 – 5 gehende Bewertungsskala. Insbesondere die letztgenannte Skala bedient sich gerne einer Darstellungsform in Form von Sternen, die gegebenenfalls noch durch halbe Noten (oder halbe Sterne) ergänzt werden kann. Der italienische Gambero Rosso sowie der französische Guide Hachette, beides Jahrbücher, reduziert sein Schema auf eine Skala von 0 – 3 (in Form von Gläsern oder Sternen), wobei die bloße Erwähnung des jeweiligen Weins bereits ein Zeichen dafür ist, dass der Wein überdurchschnittlich gut ist. Eine Gesamtbewertung des Weinguts wird jedoch nicht vorgenommen. Zusätzlich zur Bewertung sollte eine verbale Beschreibung in Form einer Weinansprache die Benotung ergänzen.
Da jeder Verkoster eine unterschiedliche Auffassung dessen hat, wie ein guter Wein zu schmecken hat, sind jedoch auch die Resultate einzelner Verkoster zueinander nur selten vergleichbar. Exemplarisch kann die Benotung von Château Pavie des Jahrgangs 2003 genommen werden (Parker: 96/100; Jancis Robinson: 12/20). Im Laufe der Zeit kann ein Konsument jedoch entdecken, ob seine eigene Auffassung eines guten Weins sich mit der eines Weinkritikers deckt.
Eine Klassifizierung der Sinnesprüfung ist wichtig, um den Erfolg auf dem Markt zu untersuchen. Im Produktionsablauf dient die firmeninterne Benotung einer stetigen Qualitätsprüfung. Auch die Entwicklung neuer Produkte wird mit der vergleichenden Benotung zu schon bekannten Weinen begleitet.
In den letzten Jahren ermöglicht das Internet die Gründung von Foren und Communitys, die jedem Nutzer der Seite die Abgabe seiner persönlichen Bewertung ermöglicht. Während das System des Jahrbücher oder des einzelnen Weinkritikers eine Vergleichbarkeit garantieren soll, ist dies bei Foren und Communitys nicht mehr möglich. Dafür kann sich bei einer relevanten Anzahl an Verkostungen ebenfalls ein gutes Gesamtbild zur Weinqualität ergeben und somit die Weinbewertung im Gesamten sinnvoll ergänzen.

## Rezeption

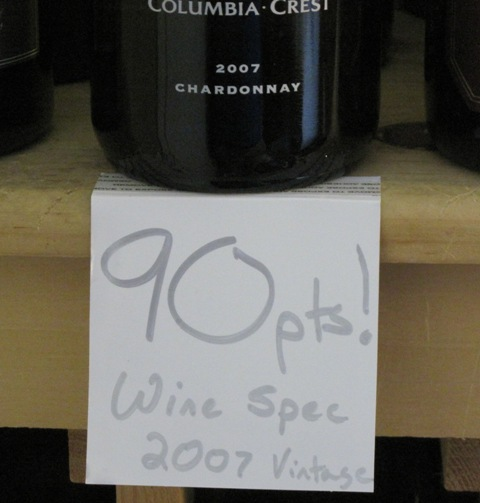
Der Weinhandel bedient sich bei der Vermarktung oft einer guten Weinbewertung eines renommierten Weinkritikers.

Die zahlengebundene Weinkritik ist immer wieder Kritik ausgesetzt. Die Bewertung von Weinen durch Punktvergabe bietet bei einer größeren Weinauswahl eine gute Orientierung, die durch Degustationsnotizen kaum möglich ist. Die Punkte werden im Vergleich mit dem jeweiligen Idealtyp vergeben. Die Definition eines jeden Idealtyps ist jedoch vom jeweiligen Weinprüfer abhängig. Andererseits gaukelt eine 100 Punkteskala eine absolute Qualitätsaussage vor.
Bei Degustationsnotizen mittels der Weinsprache kann auf die jeweiligen Eigenschaften eines Weines eingegangen werden. Da es aber in der Sprache oft kein Wort für eine bestimmte Geschmacksrichtung gibt, kann es zu Fehlinterpretationen kommen. Für Amateure ergeben sich häufig Schwierigkeiten beim Verstehen von professionellen Weinbeschreibungen, wie sie in der Fachpublizistik oder bei Degustationen verwendet werden. Besonders die Art der sinnbildlichen Konkretisierung des Weins sorgt hierbei für Irritationen.

## Konkurrierende Systeme

### Das 5-Punkte-Schema
Die Beurteilung des 5-Punkte-Systems erfolgt nach den drei Kriterien Geruch, Geschmack und Harmonie, wie dies auch bei der Vergabe der amtlichen Prüfnummer der Fall ist. Die DLG verwendet dieses System auch bei den Bundeswein-Prämierungen für Wein und Sekt, Gleiches gilt bei der Landesprämierung für Wein und Sekt:
- stark fehlerhaft: 0 / fehlerhaft: 1 / befriedigend: 2 / gut: 3 / sehr gut: 4 / ausgezeichnet: 5.

### Das 20-Punkte-Schema
Das 20-Punkte-Schema ist in Europa weit verbreitet. Die Bewertung erfolgt nach folgenden Kriterien:
- Farbe: fehlerhaft, unschön: 0 / ansprechend: 1 / besonders schöne Farbe: 2
- Klarheit und Reinheit: trüb, staubig, matt, glanzlos: 0 / klar, rein: 1 / kristallklar, brillant; 2
- Geruch (Duft, Blume, Bukett): kein Geruch erkennbar, schlecht bis verdorben: 0 / schwach, diffus, verhalten: 1 / ansprechend, sauber, reintönig: 2 / sehr gut entsprechend, duftig, fein: 3 / charakteristisch, besonders fein und ausgeprägt: 4
- Geschmack (Körper, Extrakt, Süße, Säure, Tanninstruktur): verdorben, schlecht: 0 / kein Weingeschmack, fremd: 1 Punkt / leer, dünn, wenig Ausdruck: 2 / geradlinig: 3 / reintönig, ausdrucksstark: 4–5 / gehaltvoll, aromatisch, reich, charaktervoll: 6 / stilistisch, überragend, perfekt: 7
- Gesamteindruck (Harmonie, Finesse, Abgang): mangelhaft, unharmonisch: 0 / kurzer Abgang, wenig harmonisch: 1 / guter Gesamteindruck: 2–3 / mittlerer bis langer Abgang, balanciert, typisch, delikat: 4 / langer Abgang, hochfein, sehr harmonisch, großer Wein: 5.

Der Basiswert der Weinbewertung ist 0 Punkte und ist somit die niedrigst mögliche Benotung. Die Einzelnoten von Farbe, Klarheit und Reinheit, Geruch und Geschmack werden addiert und als Gesamtnote veröffentlicht. Die Details der einzelnen Kriterien werden nur selten publik gemacht.
Ähnliches gilt für das 20-Punkte-System, das unter dem Namen COS bekannt ist. COS leitet sich von den lateinischen Worten Color (Farbe, Klarheit), Odor (Geruch) und Sapor (Geschmack) ab. Die Kriterien sind wie folgt festgelegt:
- Color: Aussehen, Farbe, Klarheit maximal 2
- Odor: Geruch maximal 6
- Sapor: Geschmack maximal 8
- Gesamteindruck: maximal 4.

Das COS-System gewichtet die Kriterien Geruch und Geschmack somit stärker, als das oben erwähnte 20-Punktesystem.
Allen 20-Punkte-Systemen ist folgende Aussage gemein: Weine mit einer Benotung von 10 Punkten oder weniger gelten als fehlerhaft. Zwischen 10 und 12 Punkten sind die Weine nicht zufriedenstellend. Ab 12 bis 14 Punkten gelten die Weine als gut, zwischen 14 und 16 Punkten bereits als sehr gut. Über 16 Punkte sind ausgezeichneten Weinen vorbehalten und ab 18 Punkte spricht man von Spitzenqualitäten. Der Schweizer Weinkritiker René Gabriel verleiht außergewöhnlichen Spitzenqualitäten sogar die Note 21/20.

### Das 100-Punkte-Schema
Robert Parker nutzt das inzwischen international bekannte 100-Punkte-Schema. Das allgemeine Verständnis dieser Skala könnte auch dem Umstand geschuldet sein, dass viele internationale Schulbenotungssysteme nach einem 100-Punkte-Standard erfolgen.
Der Basiswert der Weinbewertung gemäß der Parker-Punkte ist 50 Punkte und ist somit die niedrigst mögliche Benotung. Zum Basiswert werden ein Wert von bis zu 5 Punkten für das Aussehen des Weins, bis zu 15 Punkten für den Geruch, bis zu 20 Punkten für den Geschmack und weitere 10 Punkte für den Gesamteindruck vergeben. Weine mit einer Gesamtpunktzahl von 50 bis 75 gelten als schwach, von 75 bis 79 als durchschnittlich, von 80 bis 84 als gelungen, von 85 bis 89 als sehr gelungen, von 90 bis 95 als bemerkenswert und von 96 bis 100 als außergewöhnlich.

### Bekannte Anwender
Bekannte Weinkritiker, die sich eines skalenbasierten Systems bedienen, sind (jeweils alphabetisch) Michael Broadbent (bis 5 Sterne), René Gabriel (10/20 bis 21/20 GP), Jancis Robinson (bis 20 Punkte), Mario Scheuermann (bis 100 Punkte), Eckhard Supp (bis 5 Sterne) und Hendrik Thoma (bis 6 Soulpunkte) sowie die Magazine Captain Cork (bis 5 Sterne), Falstaff (bis 100 Punkte), Gambero Rosso (1 schwarzes Glas bis 3 rote Gläser), Gault-Millau (bis 20 Punkte), Vinaria (bis 20 Punkte, im jährlichen Vinaria Guide 1 bis 5 Sterne) und Wein-Plus (bis 100 Punkte). Daneben bedient sich Robert Parker in den USA des eigenen Systems der Parker-Punkte.